# Негошовиці
Негошовиці (пол. Niegoszowice) — село в Польщі, у гміні Забежув Краківського повіту Малопольського воєводства.
Населення — 480 осіб (2011).
У 1975-1998 роках село належало до Краківського воєводства.

## Демографія
Демографічна структура станом на 31 березня 2011 року:
|          | Загалом | Допрацездатний вік | Працездатний вік | Постпрацездатний вік |
| -------- | ------- | ------------------ | ---------------- | -------------------- |
| Чоловіки | 231     | 48                 | 153              | 30                   |
| Жінки    | 249     | 33                 | 157              | 59                   |
| Разом    | 480     | 81                 | 310              | 89                   |